# Champ d'oliviers
Pour les articles homonymes, voir Oliveraie.
Le Champ d'oliviers (Olijfgaard, en néerlandais) est une peinture à l'huile postimpressionniste sur toile, de Vincent van Gogh (1853-1890) composée à la mi-juin 1889 à Saint-Rémy-de-Provence. Cette oeuvre fait partie d'une série de représentation d'oliveraie provençale, et est conservée au musée Kröller-Müller d'Otterlo aux Pays-Bas.

## Histoire
Vincent van Gogh séjourne durant un an au Vincent van Gogh au monastère Saint-Paul-de-Mausole de Saint-Rémy-de-Provence, où il est soigné pour ses crises de démence et de désespoir depuis mai 1889. Il est fasciné par la beauté des paysages de Saint-Rémy, par la qualité de lumière, et par la sérénité des lieux et des alentours, qui lui inspire durant ses 53 semaines d’hospitalisation, une partie majeure de son œuvre, avec 143 peintures à l'huile, et plus de 100 dessins.

Oliveraie du monastère Saint-Paul-de-Mausole
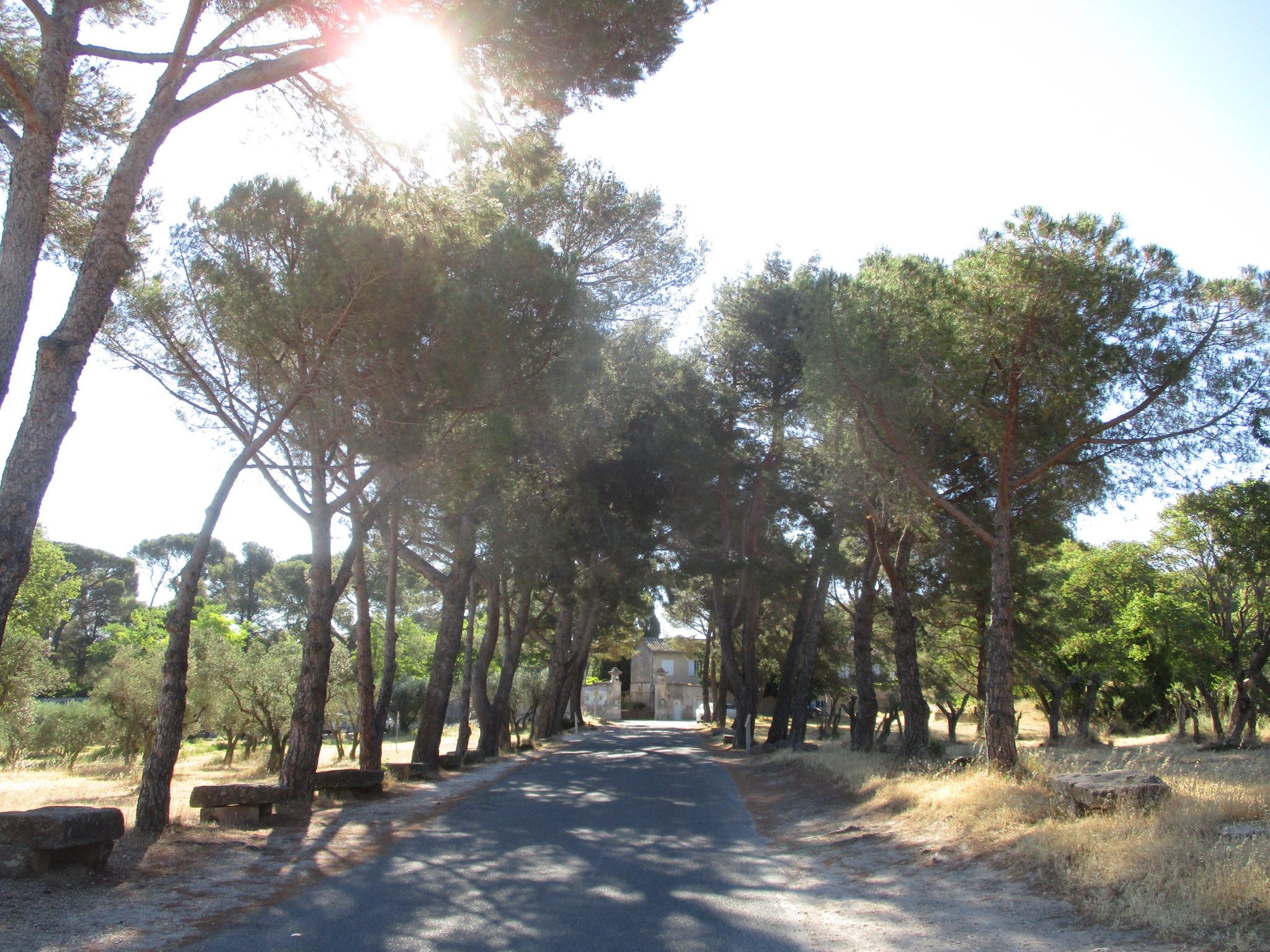
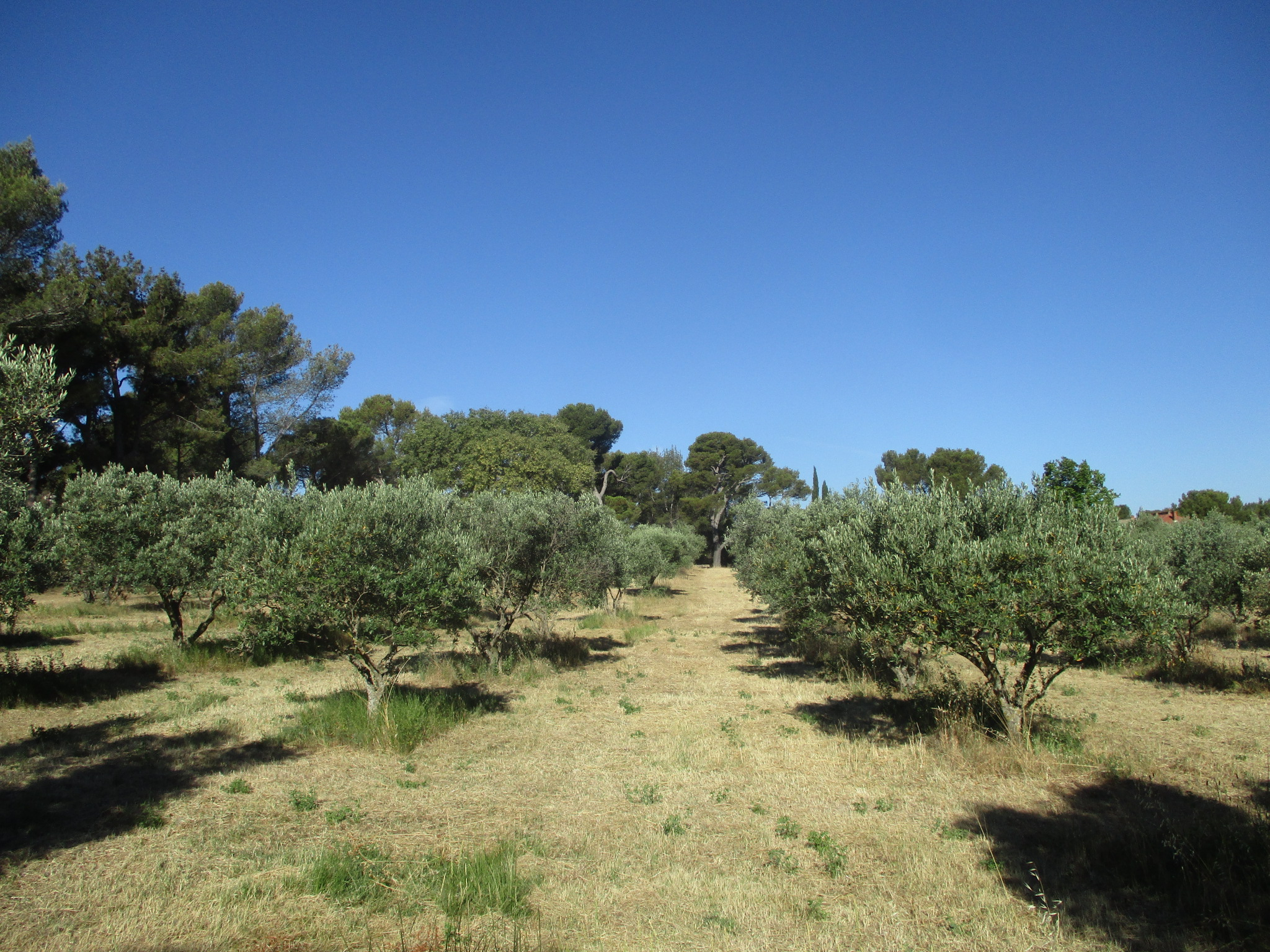
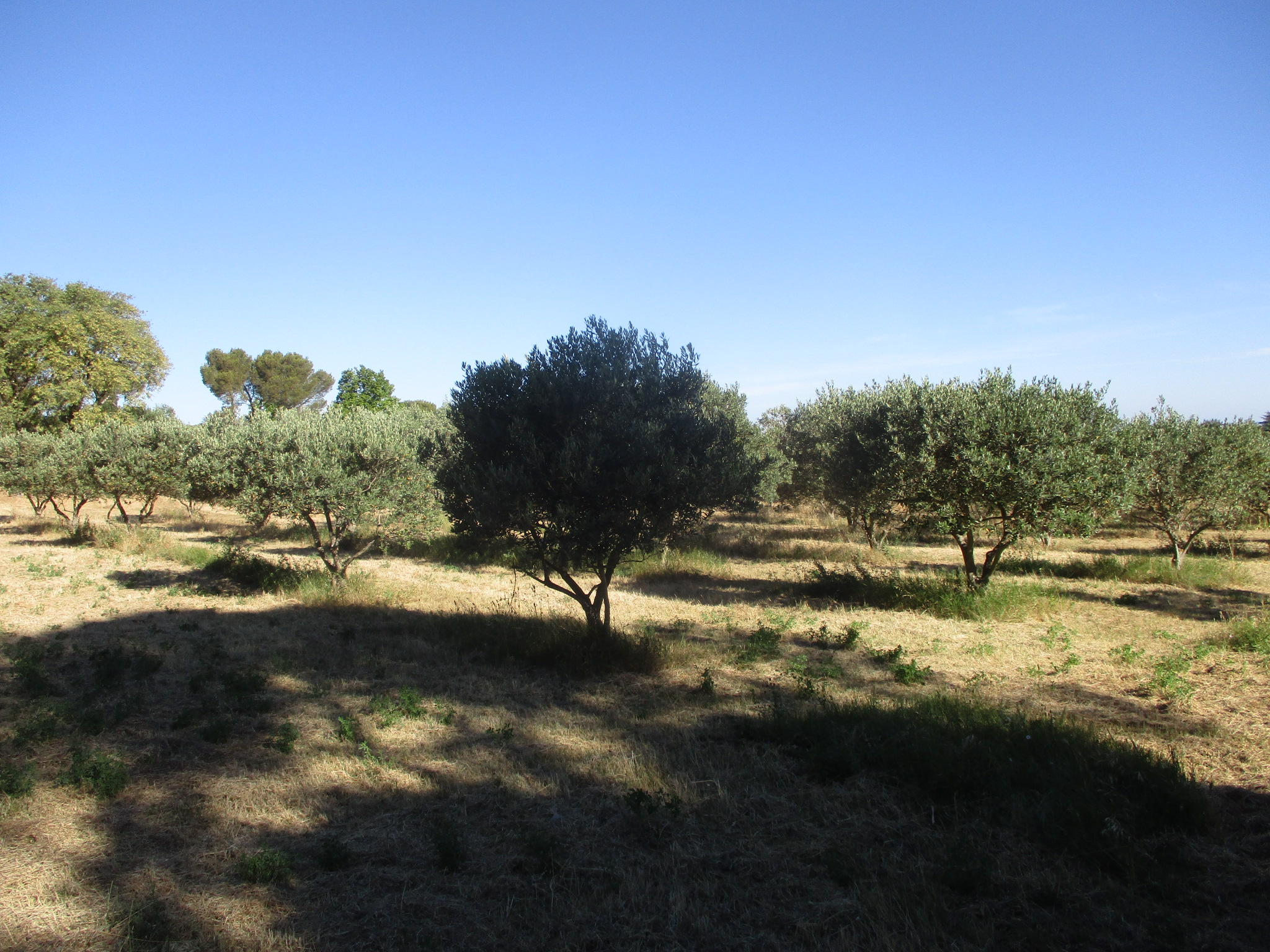

Lorsqu'il a la permission de sortir pour peindre, il se rend souvent avec son chevalet dans les oliveraies environnantes du monastère, qu'il aperçoit depuis la fenêtre de sa chambre, dont il peint au moins dix-huit tableaux. Il peint les formes ondulées et torturées des troncs et des branches des oliviers de ses toiles avec des touches énergiques et tourbillonnantes de matière, de bleu, jaune, vert, et gris argent, aux contours noirs « Il y a ici de très beaux champs d'oliviers, dont les feuilles sont grises et argentées comme les saules têtards... » écrit-il à sa mère Anna-Cornelia van Gogh. Il déclare à son frère Théo van Gogh « Je ne vais pas peindre le Christ au Jardin des Oliviers, mais une récolte d'olives comme elle peut être vue aujourd'hui; et en donnant à la figure humaine sa propre place, on pourra ainsi s'en souvenir ». Il écrit également à sa sœur Wil van Gogh « Je ne sais si tu comprendras que l'on puisse dire de la poésie rien qu'en arrangeant bien les couleurs... De même des lignes bizarres, cherchées et multipliées, serpentant dans tout le tableau doivent non pas donner le jardin dans sa ressemblance vulgaire, mais nous le dessiner comme vu dans un rêve, à la fois dans le caractère et pourtant plus étrange que dans la réalité. » .

## Exposition
Ce tableau est décrit par le critique d'art Jacob Baart de la Faille sous le numéro de catalogue F 585.
- 2012 : exposition « Van Gogh, rêve de Japon » à la Pinacothèque de Paris, d'octobre 2012 à mars 2013[9].

## Quelques variantes
Vincent van Gogh peint une série d'environ 18 toiles sur le thème des oliveraies, un de ses thèmes d'étude de prédilection de sa « période Saint-Rémy-de-Provence » dont : 

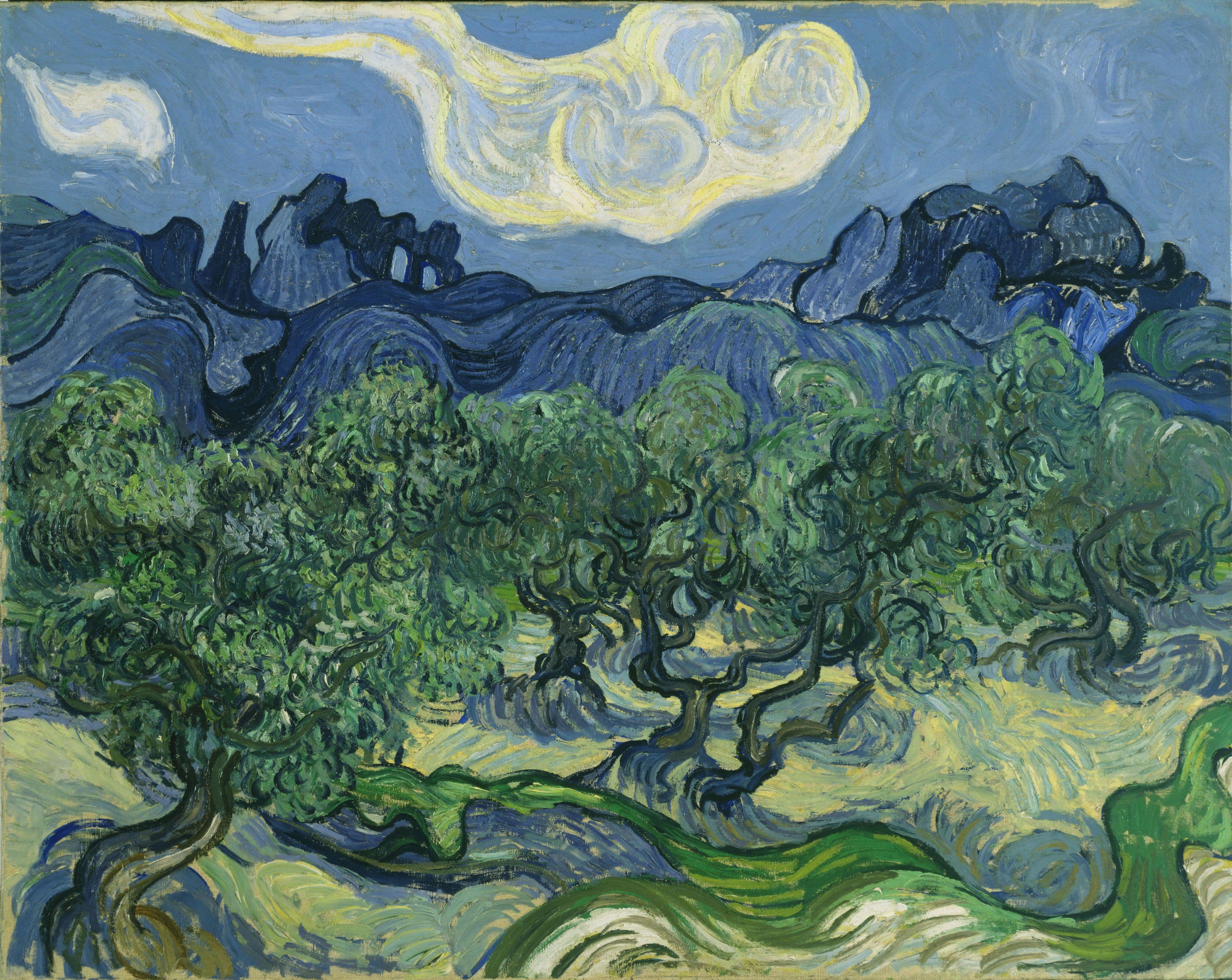
Oliviers avec les Alpilles en arrière-plan, Museum of Modern Art de New York.
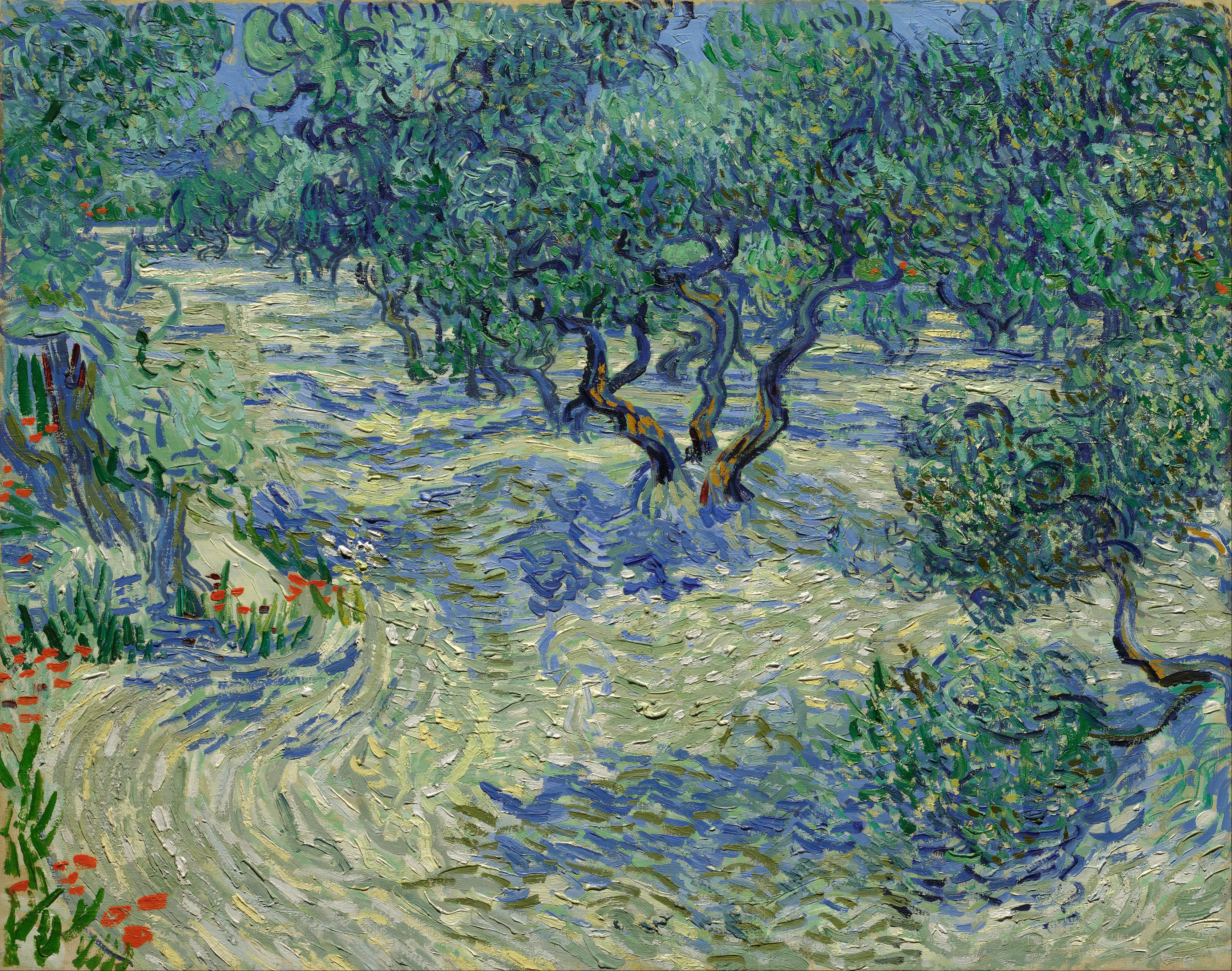
Oliveraie, Musée d'art Nelson-Atkins (États-Unis).
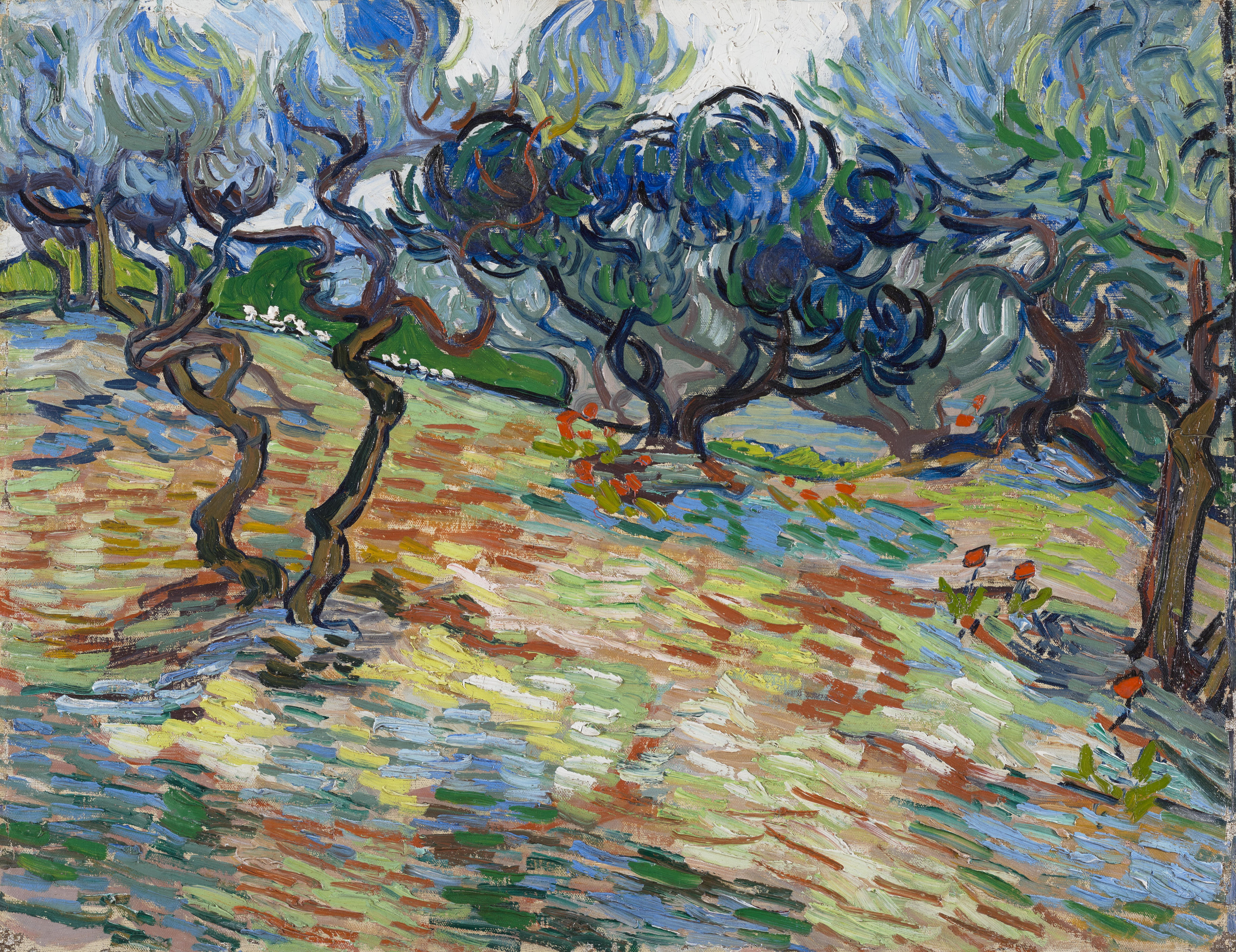
Oliviers, ciel bleu vif, Galerie nationale d'Écosse (Royaume-Uni).
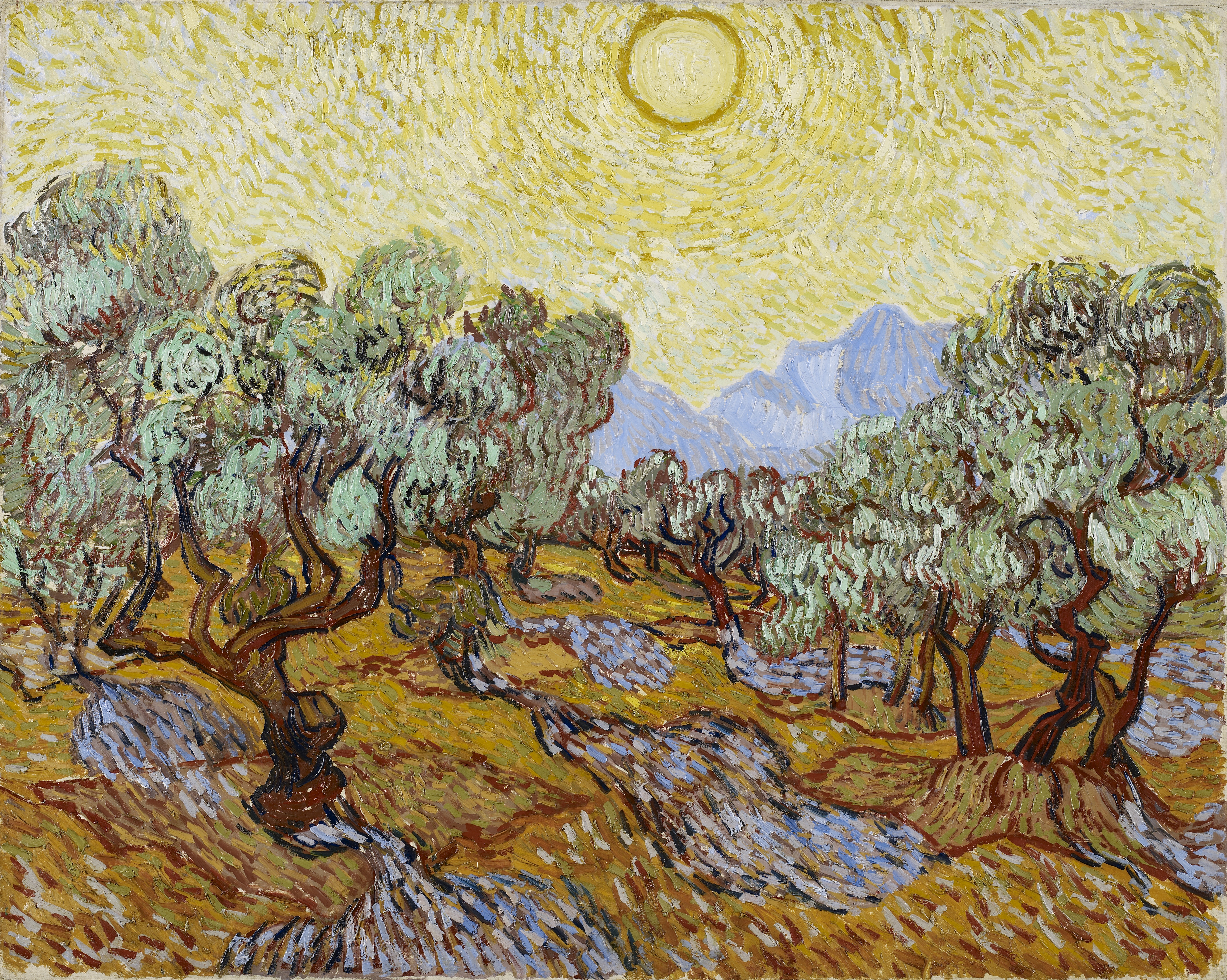
Oliviers avec ciel jaune et soleil, Minneapolis Institute of Art (États-Unis).
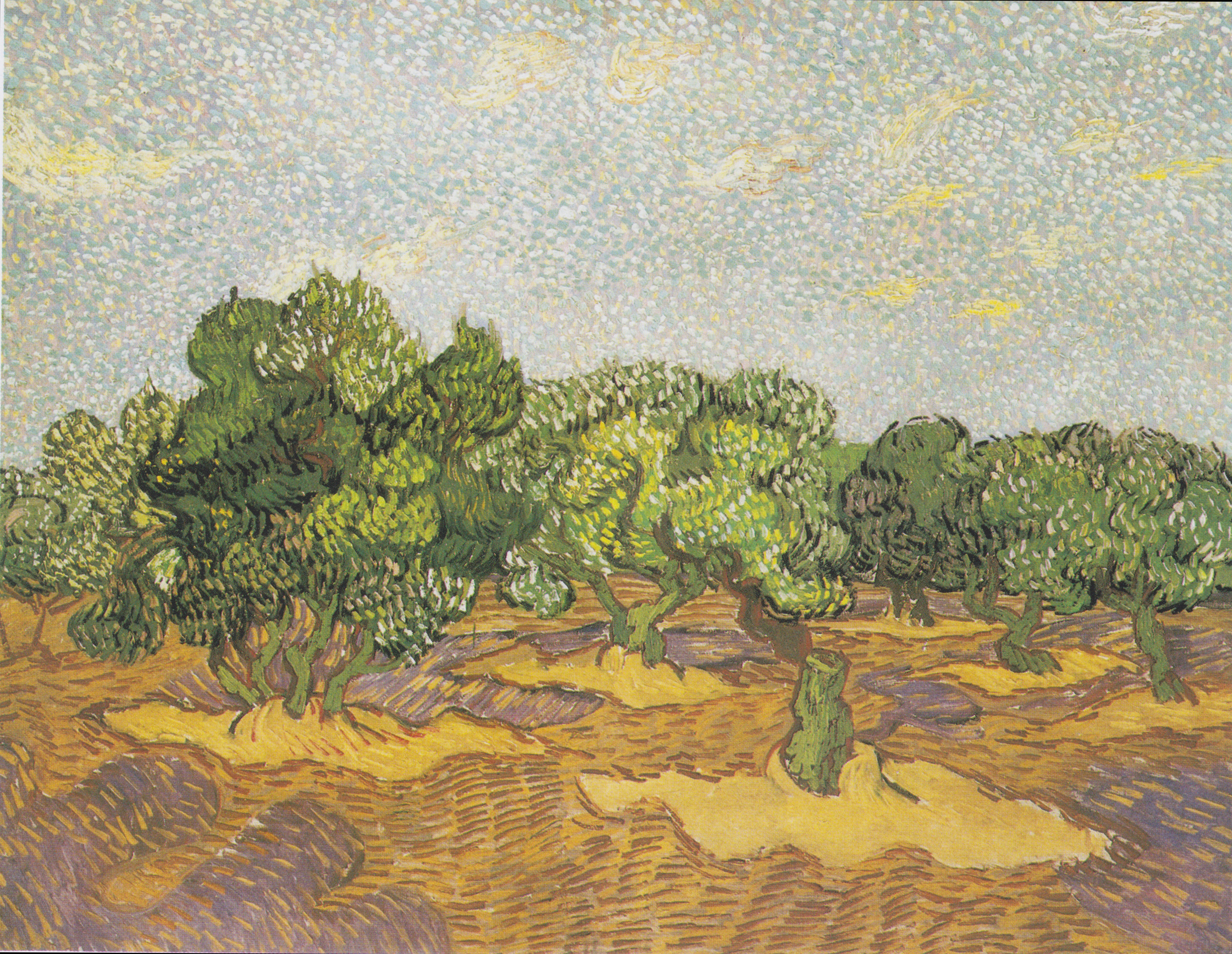
Oliveraie, Metropolitan Museum of Art de New York.
Cabanes de bois parmi les oliviers et cyprès, privé.
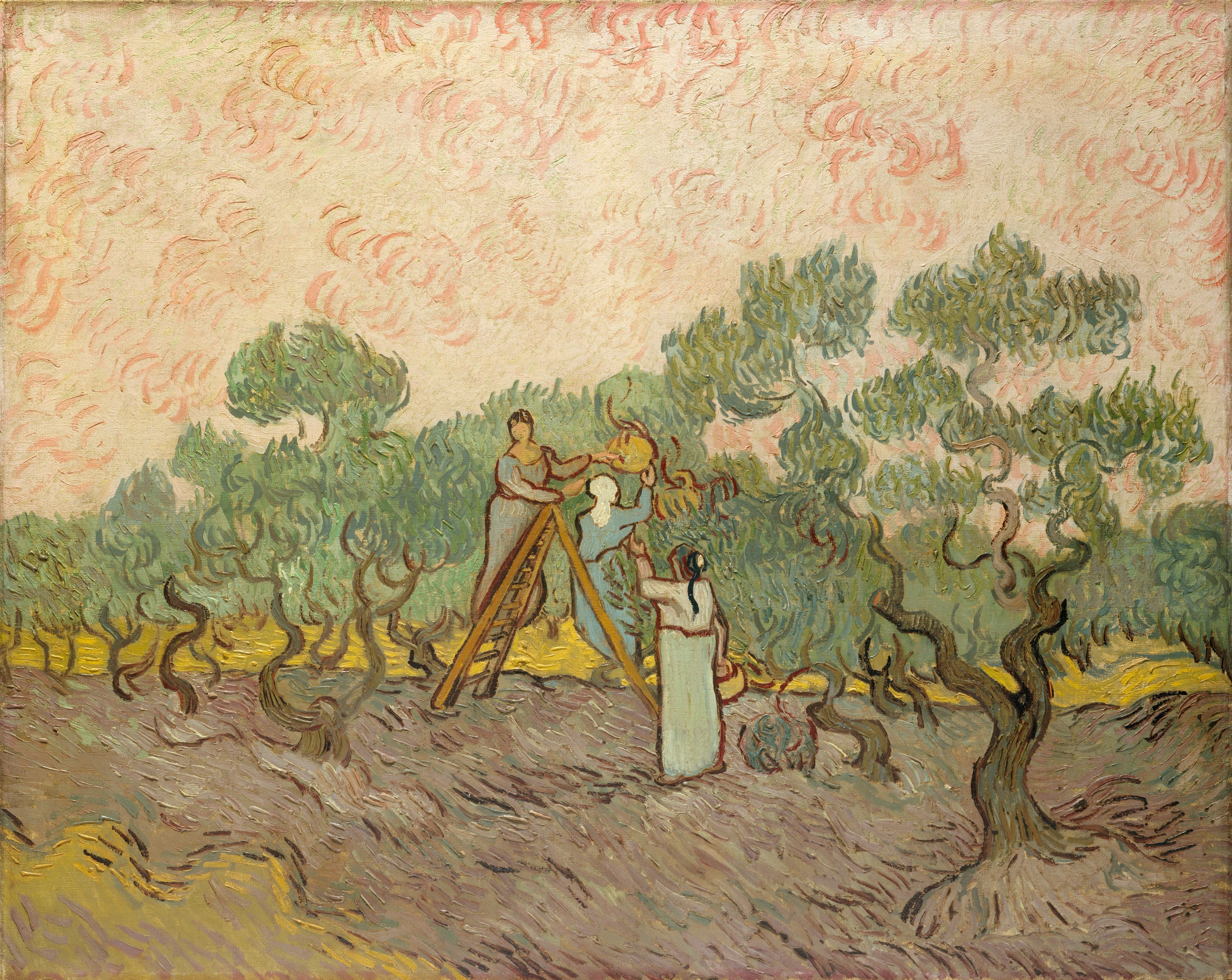
Femmes récoltant des olives, Metropolitan Museum of Art de New York.
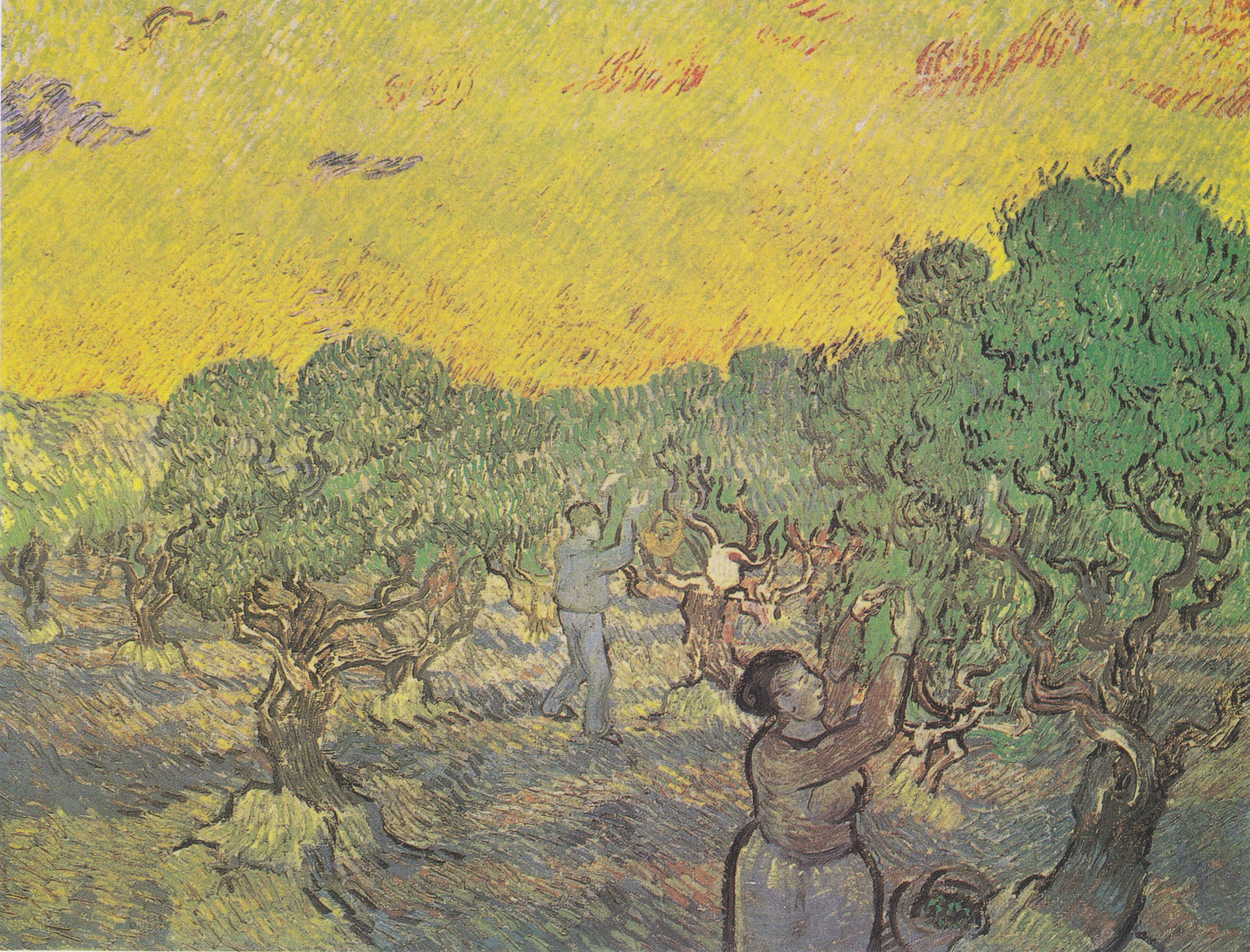
Oliveraie avec cueilleurs, Musée Kröller-Müller (Pays-Bas).
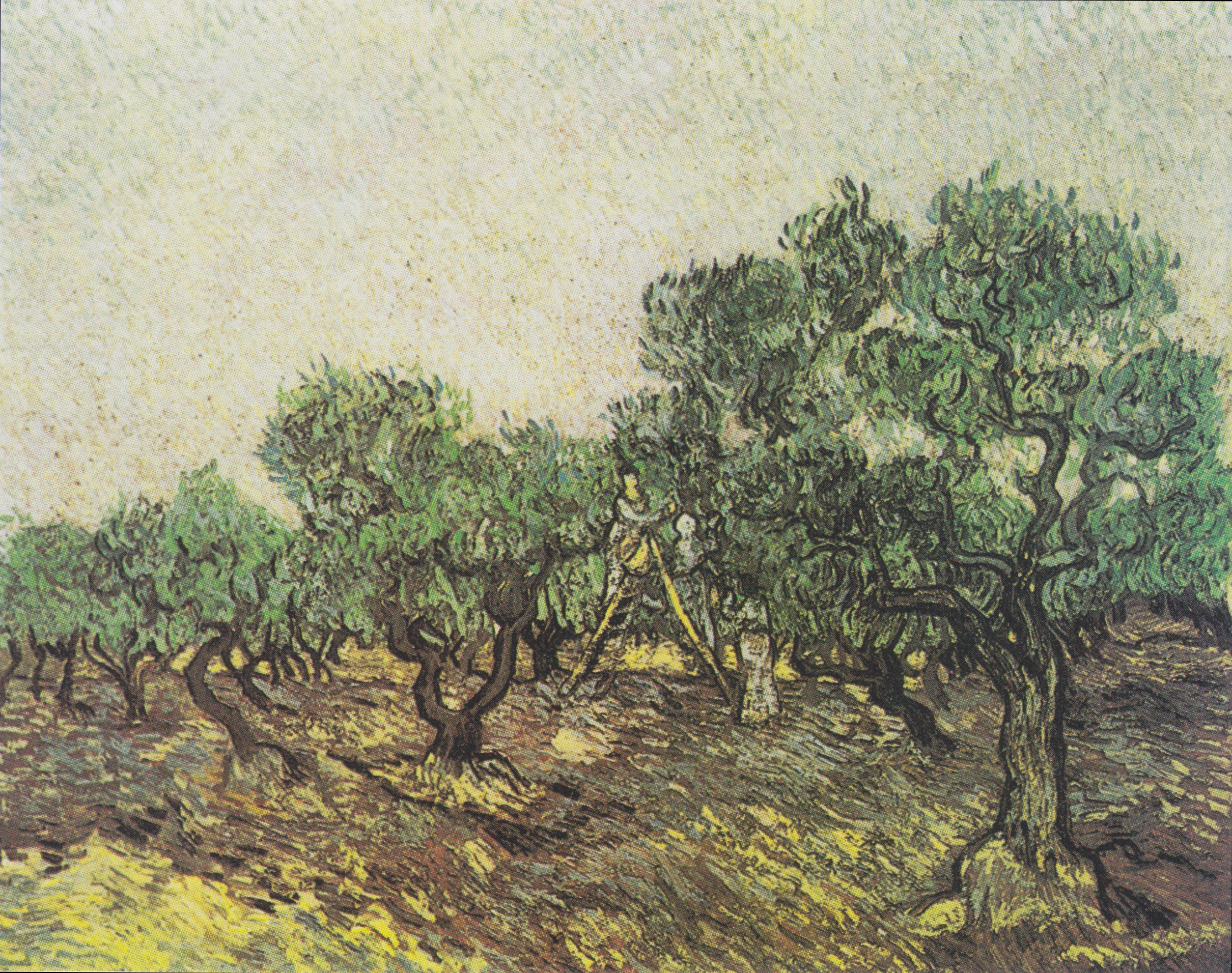
Cueilleurs d'olives, privé.
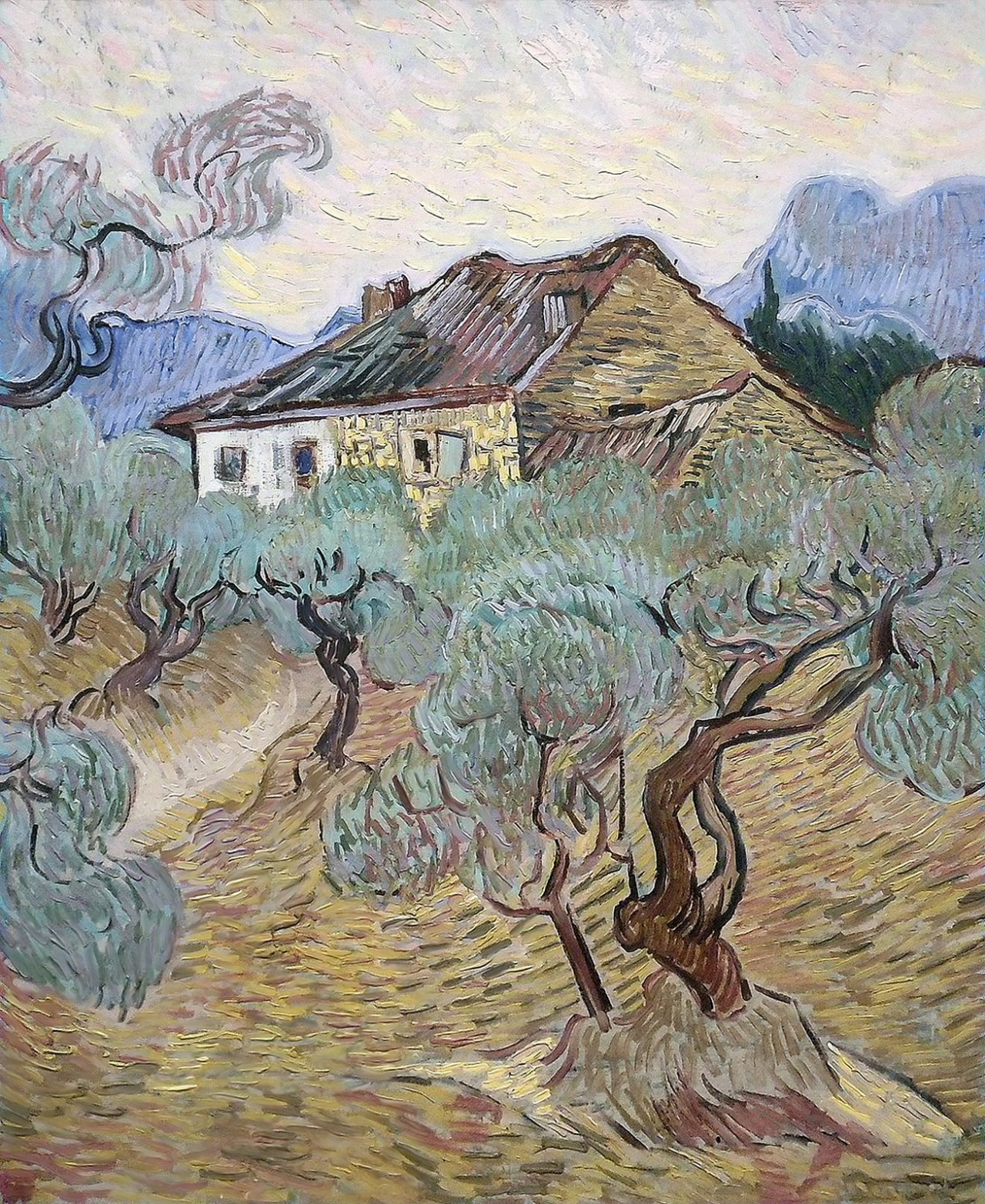
La chaumière blanche parmi les oliviers, privé.
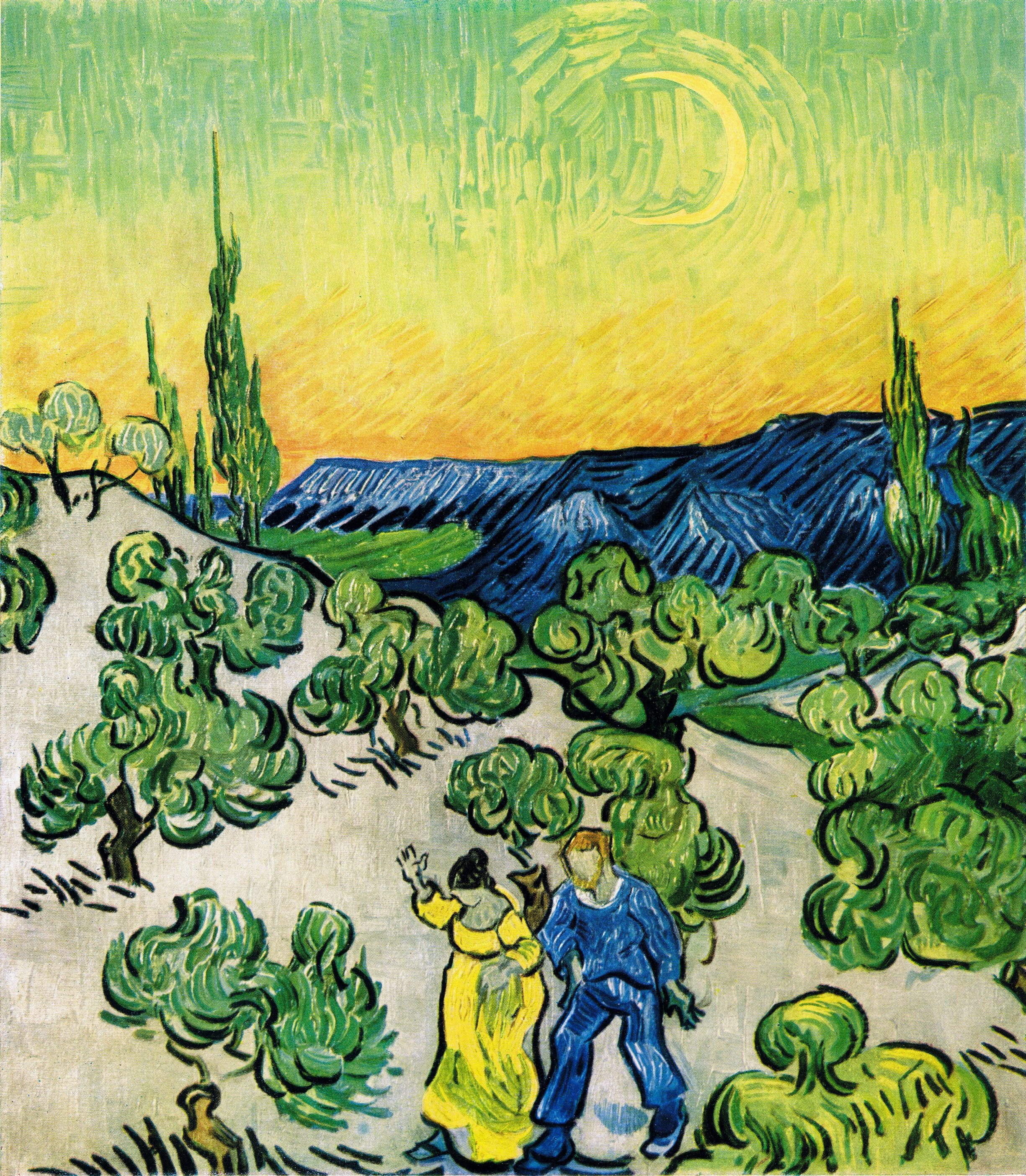
Paysage avec un couple et croissant de lune, Musée d'art de São Paulo (Brésil).